# Saison cyclonique 2001 dans l'océan Atlantique nord
La saison cyclonique 2001 dans l'océan Atlantique nord commence officiellement le 1er juin et se finit le 30 novembre 2001. Elle respecte ces conventions en commençant le 5 juin avec la tempête tropicale Allison et en se terminant le 6 décembre avec l'ouragan Olga. Elle est cependant au-dessus de la moyenne en termes d'activité. Les tempêtes de cette saison ayant causé le plus de dégâts sont la tempête tropicale Allison, qui a causé de très grandes inondations au Texas, l'ouragan Iris qui a frappé le Belize, et l'ouragan Michelle, qui a frappé plusieurs pays. Trois cyclones tropicaux ont frappé les États-Unis, trois ont directement affecté le Canada et trois autres ont directement affecté le Mexique et l'Amérique centrale. Au total, la saison a fait 105 blessés et a causé 7,1 milliards de dollars de dégâts. En raison de leur très grande force, les noms d'Allison, Iris et de Michelle ont été retirés de la liste de l'Organisation météorologique mondiale (OMM).

## Description

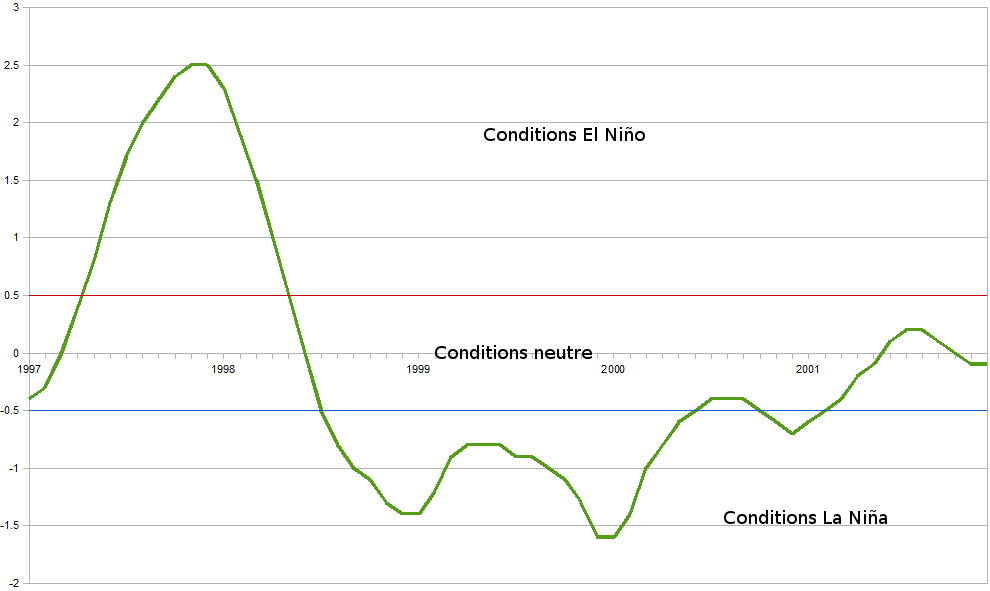
L'indice océanique El Niño, qui met en évidence les conditions neutres de l'oscillation en 2001.

La saison a été plutôt active, avec 15 systèmes nommés, 9 ouragans dont 4 ouragans majeurs. Cette saison active peut être comprise en considérant différents phénomènes climatiques. Un élément de compréhension particulier est l' Oscillation atlantique multidécennale, qui est en phase positive depuis 1995. Elle a alimenté une hausse de la température de surface de la mer. Une autre oscillation, l'El Niño - Southern Oscillation était en phase neutre durant la saison 2001, et a eu peu d'influence sur la saison. Le graphique met en évidence l'évolution de l'indice qui permet d'évaluer cette oscillation. La dernière oscillation majeure qui semble avoir joué un rôle est l'Oscillation quasi biennale. Elle est restée en phase d'est durant la saison, ce qui contribue à réduire l'activité cyclonique, mais surtout sous les tropiques. Ainsi, de manière très générale, la saison fut modérément active et sans excès, mais l'activité s'est concentré dans l'Atlantique subtropicale, au nord de la latitude 23°5 nord. 
La climatologie de la saison a connu de nombreuses particularités,. Il est ainsi intéressant de souligner que plusieurs cyclones, 4 précisément, ont eu une vie "en pointillé", perdant leur statut de cyclone tropical avant de le reprendre un ou deux jours plus tard (à savoir la tempête tropicale Chantal, la tempête tropicale Dean, l'ouragan Erin et l'ouragan Felix). De plus, ces quatre cyclones tropicaux bien qu'ils se soient par la suite reformés, se sont dissipés sous les tropiques, et ont cette caractéristique en commun avec la tempête tropicale Jerry (qui elle ne se reformera jamais). De manière notable, ces cinq cyclones tropicaux ont existé durant la première moitié de la saison. De plus, l'activité aura la particularité d'être déplacée dans le temps et l'espace. La saison ne commence vraiment que fin août, et il faut attendre le 9 septembre pour qu'Erin devienne le premier ouragan. Une date tardive, qui n'a pas de précédent depuis la Saison cyclonique 1984 dans l'océan Atlantique nord. La fin de saison sera également tardive, puisque l'ouragan Olga ne se dissipera que le 4 décembre. De plus, l'activité aura surtout eu lieu au nord de la latitude 25° Nord. 
Les États-Unis ne furent frappés par aucun ouragan durant cette saison, et ce pour la deuxième année consécutive. D'une manière générale, et comme l'année précédente, ils seront peu touchés, car seulement trois tempêtes tropicales toucheront leur sol. Malgré tout, une seule tempête tropicale, Allison, fera un carnage au Texas. De ce fait, Allison sera le seul nom retiré de la liste des noms alors que le cyclone ayant porté ce nom n'a jamais atteint le statut d'ouragan. 

## Bilan

Série de l'indice de l'Oscillation atlantique multidécennale, mettant en évidence une oscillation positive, et donc favorable à la cyclogénèse tropicale dans l'Atlantique, depuis 1995.

La saison commencera avec la tempête tropicale Allison, ce qui est plutôt précoce au regard de la climatologie. Habituellement, dans l'océan Atlantique, se forme une tempête tropicale dans l'Atlantique tous les deux ans. La dernière fois qu'une tempête tropicale du mois de juin a été enregistrée fut en 1997, et la fois suivante sera en 2003. Une seule dépression tropicale, la dépression Deux, se forme durant le mois de juillet. Cette absence de cyclone tropical nommé durant juillet s'était déjà produite en 1999 et 2000. Cette inactivité peut être liée au cisaillement de vent très présent durant le mois. 
Tout comme en 2002, trois tempêtes tropicales se forment ce mois d'août. Le mois n'est pas pour autant actif, car ces trois tempêtes restant plutôt faibles. Dean ouvre cependant le bal des ouragans capeverdiens en se développant à partir d'une onde tropicale au large de l'Afrique. Ce mois met en évidence le très fort cisaillement du vent qui prédomine depuis le début de la saison. En effet, deux des trois tempêtes tropicales, Chantal et Dean, se dissiperont sous les tropiques avant de se reformer. De plus, la pression moyenne a nettement augmenté durant ce mois, ce qui est connu pour être défavorable à la Cyclogénèse tropicale. Sur les traces de Dean, Erin puis Felix, qui deviendront les deux premiers ouragans majeurs, se forment à partir d'une onde tropicale, se dissipent sous les tropiques et se reforment plus au nord. Gabrielle suit en devenant un faible ouragan. Humberto terminera le mois en atteignant la catégorie 2. Avec ces quatre ouragans, le mois de septembre peut être considéré comme actif. Cependant, surtout pour un mois de septembre, l'activité se concentre dans le Nord du bassin, aucun des quatre n'ayant su atteindre le statut d'ouragan sous les tropiques. De plus, Gabrielle et Humberto ont une origine barocline, c'est-à-dire par évolution d'une structure qui au départ s'alimente d'un gradient de température. Ce mois souffre toujours du fort cisaillement du vent sous les tropiques. La capacité de l'Atlantique subtropicale à "tirer" l'activité est tout de même remarquable, puisque Dean, Erin, Gabrielle, et Humberto, se sont réfugiés dans la même zone, entre 35°N et 40°N et entre 60°O et 65°O. Ceci peut s'expliquer en partie par les fortes anomalies des températures de surface de la mer. 
Le mois d'octobre aura été actif, et est le seul qui prend pour théâtre le Sud du bassin. Iris est le premier ouragan de catégorie 4 de la saison. Elle marque aussi un retour sous les tropiques, en se développant en Mer des Caraïbes. Jerry tente de suivre la même voie qu'Iris, sans y parvenir, et se dissipe en mer des Caraïbes en tant que tempête tropicale. L'ouragan Karen, puis la tempête tropicale Lorenzo marquent un retour dans le Nord de l'Atlantique. Il se forment tous les deux dans l'Atlantique nord à partir de dépressions baroclines. De même, Karen se développera dans les mêmes parages que Dean, Erin, Gabrielle, et Humberto, soulignant encore plus l'importance de cette région pour l'activité de la saison. L'Ouragan Michelle terminera le mois en représentant le prototype même de l'ouragan du mois d'octobre. Formé à partir d'une onde tropicale en mer des Caraïbes, elle traversera les Grandes Antilles avant de se dissiper dans l'Atlantique
La forte activité de ce mois peut s'expliquer par un cisaillement du vent qui a notablement diminué sous les tropiques, et une baisse de la pression moyenne. Iris et Michelle auront ainsi de l'espace pour se développer. 
L'Ouragan Noel marque un retour définitif vers le nord du bassin, en ayant une existence brève et marquée par une période d'activité de type cyclone tropical encore plus brève. L'ouragan se forme à partir d'une dépression barocline, ce qui porte à quatre ce type de cyclogenèse tropicale, un chiffre inhabituel. Finalement, après un long répit, l'Ouragan Olga clôturera la saison le 5 décembre, une date plutôt tardive.

### Noms des tempêtes 2001
La liste des noms utilisée pour nommer les tempêtes et les ouragans pour 2001 était exactement la même que celle de 1995, à l'exception de Lorenzo, Michelle Olga et Rebekah qui remplacent Luis, Marilyn, Opal, et Roxanne. À la suite des dégâts importants qu'ils ont causés et selon la tradition, les noms Allison, Iris, et Michelle ont été retirés pour être remplacés par Andrea, Ingrid et Melissa en 2008. Lorenzo, Michelle et Olga sont utilisés pour la première fois lors de cette année 2001. Ceux en gris n'ont pas été utilisés.

### Classification selon l'énergie des systèmes
| Valeur de ACE (104 nœuds2) | Valeur de ACE (104 nœuds2) | Valeur de ACE (104 nœuds2) | Valeur de ACE (104 nœuds2) | Valeur de ACE (104 nœuds2) | Valeur de ACE (104 nœuds2) |
| -------------------------- | -------------------------- | -------------------------- | -------------------------- | -------------------------- | -------------------------- |
| 1                          | 20.12                      | Erin                       | 9                          | 3.33                       | Karen                      |
| 2                          | 15.65                      | Michelle                   | 10                         | 2.94                       | Dean                       |
| 3                          | 15.22                      | Felix                      | 11                         | 2.47                       | Barry                      |
| 4                          | 10.64                      | Olga                       | 12                         | 1.51                       | Noel                       |
| 5                          | 9.99                       | Iris                       | 13                         | 1.22                       | Jerry                      |
| 6                          | 9.94                       | Humberto                   | 14                         | 0.74                       | Lorenzo                    |
| 7                          | 6.60                       | Gabrielle                  | 15                         | 0.61                       | Allison                    |
| 8                          | 4.62                       | Chantal                    |                            |                            |                            |

Le tableau de droite montre l'énergie des systèmes de 2001 selon l'algorithme Accumulated Cyclone Energy (ou ACE) du National Weather Service qui est en gros une mesure l'énergie dégagée instantanément multipliée par sa durée de vie.

### Chronologie des événements
* Ces noms ont été retirés de la liste de l'Organisation météorologique mondiale.

## Cyclones tropicaux

### Tempête tropicale Allison
La tempête tropicale Allison prend naissance à partir d'une onde tropicale déjà organisée. Allison possède encore un cœur froid en altitude au début qui entretient la convection. Malgré tout, son débarquement près de Freeport provoquera des dégâts considérables et la mort de 41 personnes. La cause première est les précipitations torrentielles. Jusqu'à 1 000 millimètres de pluie (une année et demie de précipitations à Paris) sont tombés par endroits en quelques dizaines d'heures. Allison s'affaiblit grandement au cours de son passage au-dessus du Texas, et retourne au-dessus du Golfe du Mexique à l'état de dépression subtropicale. Les conditions sont défavorables, et Allison peine à se réintensifier. Elle atteint néanmoins le stade de tempête subtropicale le 11 juin, peu après avoir touché terre une seconde fois, près de Morgan City. De nouveau, Allison apportera des précipitations torrentielles qui dévasteront la Louisiane et le Mississippi. Allison traversera les États-Unis puis tentera une dernière fois de gagner de la puissance. Elle redeviendra temporairement une tempête subtropicale avant de devenir une dépression extratropicale, puis de se dissiper.  

### Dépression tropicale Deux
Le 7 juillet, une onde tropicale quitte l'Afrique. Elle devient suffisamment organisée le 10 pour être promue dépression tropicale deux. Mais le cisaillement du vent vertical provoquera l'ouverture de la dépression le lendemain même. L'onde tropicale qu'il en reste touchera les Petites Antilles le 13 et 14 août accompagnée de pluie modérée. 

### Tempête tropicale Barry
Barry suit à peu près le même schéma qu'Allison. Une onde tropicale issue des côtes africaines arrive le 1er juillet au-dessus du Golfe du Mexique. Le 2 août, en plein milieu du Golfe, elle devient la troisième dépression tropicale. S'intensifiant légèrement, la dépression devient tempête et est nommée Barry. Cependant, une puissante crête anticyclonique, issu de l'Anticyclone des Açores, force Barry à tourner vers l'Ouest. L'effondrement de cette crête affaiblit dans un premier temps Barry qui redevient une dépression le 4 août. En effet, la pression de Barry est alors quasiment la même que celle de son environnement, ce qui fait tomber le vent. Le manque de dynamisme étouffe alors le cyclone. Cependant, Barry peut se lancer vers le nord. Il s'intensifie rapidement, et manque de peu le statut d'ouragan. Il touche terre près de Santa Rosa Beach. Les dommages qui lui sont associés sont peu importants, les précipitations restant modérées (à la différence d'Allison). Barry continuera à remonter vers le nord en se désagrégeant, pour se dissiper le 7 août. Les dommages sont évalués à 30 millions de dollars, et 2 morts lui sont directement imputés.     

### Tempête tropicale Chantal
Le 11 août, une onde tropicale entre au-dessus de l'Atlantique. Le 14 août, la circulation cyclonique fermée est établie, et l'onde devient la quatrième dépression tropicale. Cependant, elle ne parvient pas à se développer, et finalement dégénère en onde tropicale le 16 août. Le 17 août, après avoir traversé les Petites Antilles, l'onde se réorganise, et peut être nommée Chantal le jour même. Elle atteint pour une première fois les 60 nœud le 19. Le cyclone s'organise enfin le 20, avec une circulation cyclonique fermée clairement définie. Chantal est temporairement affaiblie, mais regagna rapidement la puissance perdue. Le 21 les vents atteignent à nouveau les 60 nœud, mais Chantal touche terre à la frontière mexico-bélizienne, et manque de peu le statut d'ouragan. À Trinidad, 2 personnes sont mortes foudroyés. Au Belize, le plus touché, aucune victime n'est signalé, mais les dommages sont évalués à 4 millions de dollars. 

### Tempête tropicale Dean
Une onde tropicale quitte l'Afrique le 14 août. D'abord accompagnée d'une faible activité pluvieuse, elle s'organisera graduellement pour devenir le 22 août la tempête tropicale Dean. Il se situe alors au-dessus de Porto Rico et des Îles Vierges américaines. Mais l'environnement lui est défavorable, et il redevient une onde tropicale le lendemain, s'orientant plus franchement au nord. La convection se réorganisant, l'onde redevient une dépression tropicale le 26, puis une tempête tôt le 27 août jusqu'à atteindre son intensité maximale. Sa course l'amène alors au-dessus d'eaux plus froides, et Dean devient un cyclone extratropical le 28.
Il ne fera aucune victime, et les seuls dommages notables, évalués à 7,7 millions de dollars, seront relevés à Puerto Rico

### Ouragan Erin
Le 30 août arrive au-dessus de l'Atlantique une onde tropicale. Elle donnera naissance à la dépression tropicale Six le 1er septembre, et deviendra la tempête Erin le lendemain. Il atteindra son premier sommet d'intensité le 3 septembre, avec des vents soutenus à nœud. Sous l'action du cisaillement du vent, elle dégénère le 06 en une zone de mauvais temps. Le 07, Erin récupère son statut de tempête tropicale. Il devient un ouragan le 09, ce qui est tardif (il faut remonter à 1984 pour trouver mieux), puis devient un ouragan majeur dans la soirée. Il passe alors près des Bermudes, l'œil se situant à 170 kilomètres des îles à ce moment. Erin remonte alors vers Terre-Neuve en s'affaiblissant lentement. Il devient un cyclone extratropical le 15 en effleurant Terre-Neuve, puis fusionnera avec une autre dépression. Erin ne fit aucune victime, et sans doute quelques dégâts bien qu'une estimation chiffrée n'existe pas.    

### Ouragan Felix
Une onde tropicale associée à une faible dépression de surface quitte la côte africaine le 5 septembre. À 600 kilomètres à l'Ouest du Cap-Vert, elle devient la dépression tropicale Sept. Elle se déplace rapidement vers l'Ouest, mais redevient une onde tropicale le lendemain. L'onde est suffisamment réorganisée pour retrouver le qualificatif de dépression tropicale. Elle sera nommée Félix le lendemain. Felix s'oriente progressivement au nord, et devient un ouragan le 13. Il atteint son maximum d'intensité le 14, en tant que deuxième ouragan majeur de la saison. Il s'affaiblit alors progressivement, redescendu au stade de tempête tropicale le 17, puis se dissipe le 19 septembre. Au cours de son existence, il n'approchera aucune île.      

### Ouragan Gabrielle
Une dépression d'altitude se retrouve isolée à l'Ouest de la Floride aux environs du 9 septembre. Le 11 septembre, la dépression rejoint la surface, et la convection est suffisante pour que la dépression tropicale Huit soit définie le soir. Après avoir effectué une petite boucle de 360° dans le sens anti horaire, la dépression se renforce et est nommée Gabrielle le 13 septembre. Elle se dirige vers le nord-ouest, et se renforce jusqu'à soutenir des vents à 60 nœuds, juste sous l'intensité d'un ouragan. Gabrielle traverse alors la Floride de Venice à Titusville. Affaiblie, Gabrielle entame alors une nouvelle phase d'intensification. Le 17, elle devient un ouragan de catégorie 1, avant de commencer à s'affaiblir de nouveau. Le 19 septembre, au sud de Terre-Neuve, elle est devenue extratropicale.
La Floride sera durement touchée. Plus de 150 millimètres de pluie, parfois jusqu'à 300 millimètres, se sont déversés sur la péninsule. Une personne est morte noyée, et les dégâts sont évalués à 230 millions de dollars. En Alabama, une personne sera emportée par les vagues. Terre-Neuve connaîtra aussi des conditions difficiles, bien que Gabriel soit devenu extratropical. 

### Dépression tropicale Neuf
Une onde tropicale part de l'Afrique le 11 septembre. Elle atteint la mer des Caraïbes le 19, et commence à s'organiser. Dans la soirée, elle est devenue la dépression tropicale Neuf. Elle n'aura pas le temps de se développer, alors qu'une évolution vers le stade de tempête tropicale était envisagée. Elle touchera en effet terre le lendemain, à Puerto Cabezas. La dépression aura cependant une seconde vie, car après avoir traversé l'Amérique centrale, elle se reformera dans le Pacifique et deviendra l'Ouragan Juliette (2001). Aucune victime ne lui sera imputée, et aucune estimation chiffrée des dommages n'existe. 

### Ouragan Humberto
Dans le sillage de Gabrielle se forme un creux barométrique le 19 septembre. La dépression tropicale Dix se développe le 21 à partir de ce talweg. Elle se creuse lentement, devenant la tempête tropicale Humberto le 22, et atteint une première fois la catégorie 2 le 24. Affaibli par le cisaillement du vent, Humberto reste cependant un ouragan. Il continue de remonter vers le nord, et croise le Gulf Stream. Il s'intensifie alors de nouveau, et atteint alors son acmé le 26. Humberto se désagrège ensuite rapidement, et il est considéré comme dissipé le 28. Ses restes fusionneront cependant avec une dépression atlantique responsable de temps automnal sur l'Europe Occidentale. Humberto n'aura pas de conséquences matérielles ou humaines.

### Ouragan Iris
Une onde tropicale mal organisée traverse l'Atlantique durant les premiers jours d'octobre. Le 4, elle s'organise en dépression tropicale, la Onzième, à 160 kilomètres au sud-est de la Barbade. Elle devient le 5 septembre la tempête tropicale Iris au sud-sud-est de Porto Rico, mais reste faiblement organisée. Elle s'intensifie finalement à partir du 06, et devient un ouragan dans la soirée, au sud de la péninsule de Barahona. Restant un ouragan de catégorie 1, elle passe au sud d'Haïti et de la Jamaïque. Elle se renforce alors brutalement, perdant 40 hPa en 24 heures. Elle touche terre à Monkey River City, à sa puissance maximale. Ses restes donneront naissance à la tempête tropicale Manuel au-dessus du Pacifique.
Iris a peut-être fait plus de 60 morts, mais seuls 31 décès ont été confirmés. Au Belize, le coût d'Iris s'élève à 66,2 millions de dollars. 

### Tempête tropicale Jerry
Une onde tropicale traverse à partir du 1er octobre l'Atlantique À partir du 04, elle évolue pour devenir le 6 juillet la dépression tropicale Douze à environ 1 000 kilomètres à l'est-sud-est de la Barbade. Elle continue globalement à se déplacer vers l'ouest. Le lendemain, elle est classée tempête tropicale et prend le nom de Jerry. Plus tard dans la journée, Jerry sera à son pic d'intensité. Mais le cisaillement du vent l'affaiblit. Dans la nuit du 7 au 8, le centre de la tempête passe au sud de la Barbade, puis effleure Saint-Vincent. Totalement désorganisée, la tempête se disperse quelques heures plus tard. Jerry n'aura aucune conséquence dans les Petites Antilles.

### Ouragan Karen
Une dépression créée par les restes d'un front froid stationnaire au sud des Bermudes donne naissance à la tempête subtropicale Un le 12 octobre. Elle acquiert cependant des caractéristiques tropicales et sera requalifiée le lendemain de tempête tropicale Karen. Elle devient le soir même un ouragan de classe 1. Karen s'affaiblit dès le lendemain, mais touchera néanmoins le Canada en tant que tempête tropicale à Western Head.
Karen ne fera aucune victime, mais les dommages aux Bermudes s'élèvent  néanmoins à 1,4 million de dollars. En Nouvelle-Écosse, les précipitations resteront modérées et mettront fin à une sécheresse locale.  

### Tempête tropicale Lorenzo
Un creux barométrique d'altitude persistait au nord-est de l'Atlantique. Elle se creuse en dépression tropicale Quatorze. Se renforce faiblement, elle finit par remplir les conditions minimum pour être une tempête tropicale, et est nommée Lorenzo. Elle tourne alors vers le nord, puis Lorenzo fusionne avec une zone frontale des latitudes moyennes. 

### Ouragan Michelle
Une onde tropicale quitte le 16 l'Afrique. La convection s'organise progressivement, et elle est reconnue comme étant la dépression tropicale quinze au Sud du cap Gracias a Dios. Gênée par la proximité, elle erre quelque temps en longeant la côte nicaraguayenne. Se retrouvant le 1er octobre au-dessus de la mer des Caraïbes, elle devient la tempête tropicale Michelle. Elle entame une phase de creusement explosive, perdant jusqu'à 40 hPa en 24 heures. Elle frappe Cuba proche de son intensité maximale à Cayo Largo, puis en Baie des Cochons. Affaiblie, Michelle reste cependant un ouragan de catégorie 1 en touchant les Bahamas à Andros et Eleuthera. Elle deviendra rapidement un cyclone extratropical, avant d'être absorbée par un système frontal plus important. 

### Ouragan Noel
Une dépression associée aux restes d'un front occlus se forme au-dessus de l'Atlantique Nord à partir du 2 novembre. La saison étant déjà avancée, il se forme d'abord une tempête subtropicale le 4 novembre. Remontant vers le nord, la convection s'organise au sein de la tempête. Il se forme un anneau d'orage autour du centre le 5, qui permet de surclasser la tempête subtropicale en ouragan Noel. Noel devient ainsi l'un des quelques cas de transition d'une tempête subtropicale à un ouragan, sans passage par le stade de tempête tropicale. Le cisaillement du vent et des eaux de l'océan Atlantique qui ont commencé à se refroidir auront raison de Noel. Devenue extratropicale, elle sera absorbée par une dépression plus large. 

### Ouragan Olga
Tout comme pour Noel, la saison étant avancée, Olga se forme d'abord à partir d'une petite dépression barocline, qui devient une tempête subtropicale le 24 à 1 440 kilomètres à l'est-sud-est des Bermudes. Elle adopte une trajectoire complexe et erratique. Acquérant des caractéristiques tropicales, elle devient une forte tempête tropicale quelques heures plus tard. Se creusant fortement, le vent ne se renforce pas immédiatement en conséquence. Le 26 novembre, Olga devient finalement un ouragan, ce qui reste un événement peu commun à cette époque de l'année. Elle s'affaiblit rapidement, puis oscille quelque temps entre le stade de dépression tropicale et le stade de tempête tropicale, avant de se dissiper le 5 décembre.    